# حيتل
حَيْتَل (الاسم العلمي Pellorneum)، جنس طير من الجواثم وفصيلة الحيتليات. أنواعه المعروفة قليلة العدد جميعها هندية المهد. أجسامها صغيرة القد. أثوابها إلى الصهبة المتفاوتة المواج. صدورها وبطونها منمشة بالأسمر الكستني.